# La Rinconada de la Sierra
La Rinconada de la Sierra ist ein westspanischer Ort und eine Gemeinde (municipio) mit 100 Einwohnern (Stand: 2024) in der Provinz Salamanca in der Autonomen Gemeinschaft Kastilien-León. Neben dem Hauptort La Rinconada gehört die Ortschaft Ventas de Garriel zur Gemeinde.

## Lage und Klima
La Rinconada de la Sierra liegt etwa 72 Kilometer südwestlich von Salamanca in einer Höhe von gut 1000 m.
Das Klima ist gemäßigt bis warm; Regen (ca. 696 mm/Jahr) fällt hauptsächlich im Winterhalbjahr.

## Bevölkerungsentwicklung
| Jahr      | 1970 | 1981 | 1991 | 2001 | 2011 | 2021 |
| Einwohner | 313  | 268  | 191  | 176  | 127  | 104  |

Der Bevölkerungsrückgang seit den 1950er Jahren ist im Wesentlichen auf die Mechanisierung der Landwirtschaft, die Aufgabe von bäuerlichen Kleinbetrieben und den damit einhergehenden Verlust an Arbeitsplätzen zurückzuführen.

## Sehenswürdigkeiten

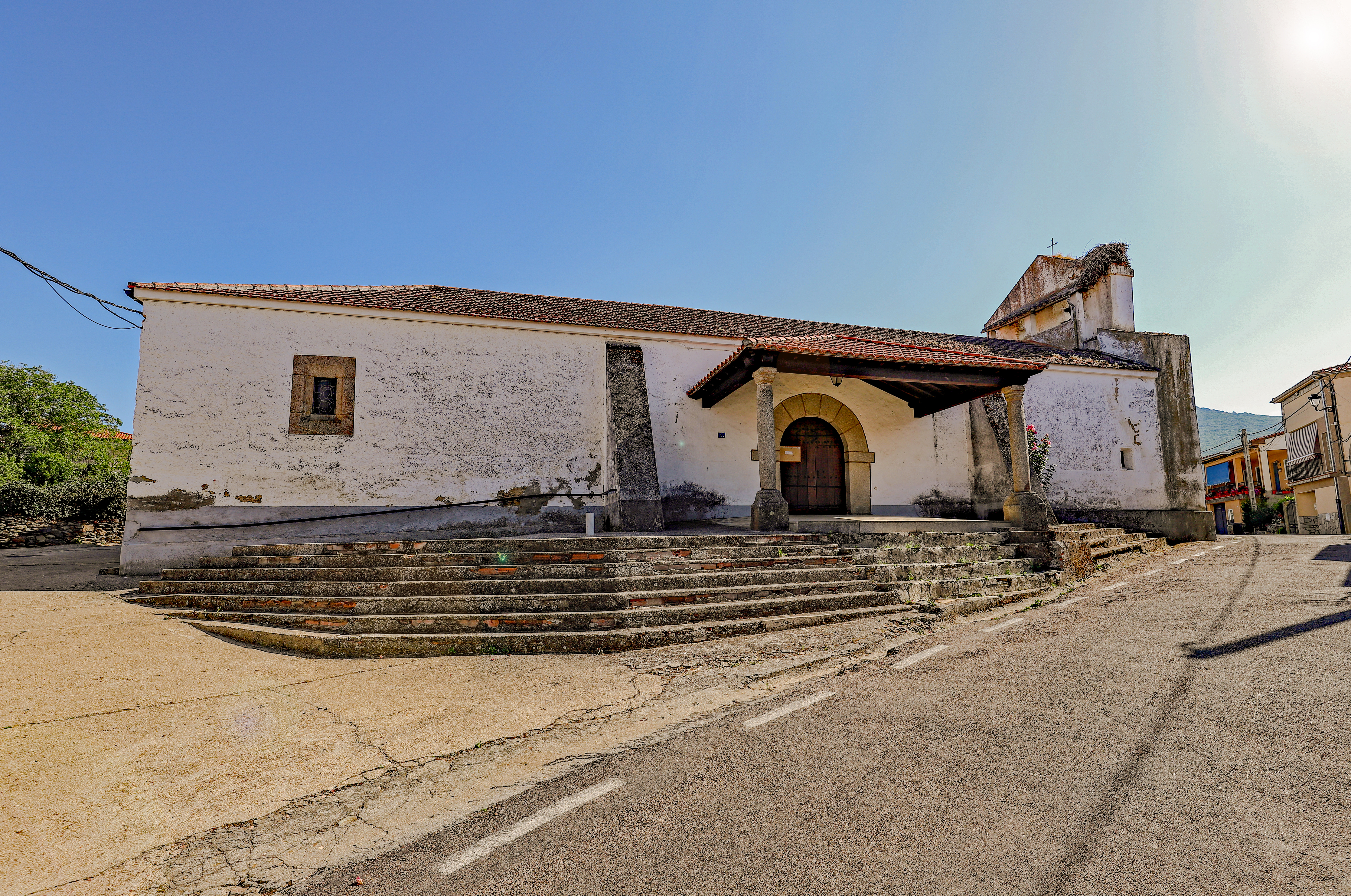
Jakobuskirche
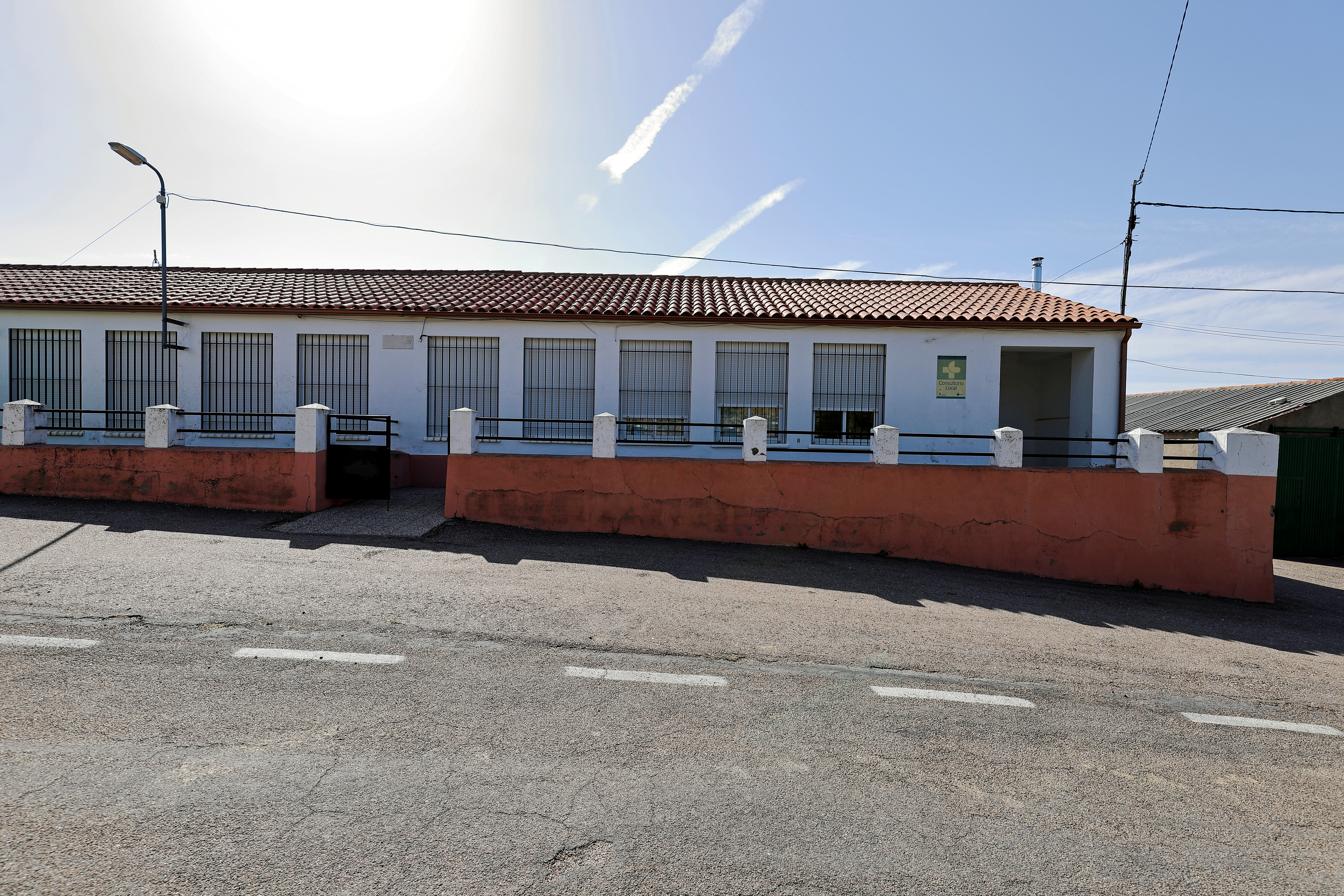
Rathaus

- Jakobuskirche
- Rathaus